# Шведская колонизация Америки
Шведская колонизация Америки — процесс колонизации Швецией территорий в Северной Америке. В XVII веке у Швеции были колонии у реки Делавэр, на территории современных штатов Делавэр, Нью-Джерси, Пенсильвания и Мэриленд; также к шведским колониям относятся два владения в Карибском море, которыми Швеция владела в XVIII и XIX веках.
До 1809 года Финляндия была частью Швеции, поэтому многие переселенцы в колониях были этническими финнами и говорили на финском языке. Финны ехали в Америку в первую очередь из отдалённых районов Саво и Кайнуу, где было распространено подсечно-огневое земледелие, поэтому эти люди быстро привыкли к жизни пионеров прерий.
Шведы и финны принесли в Америку традицию строительства бревенчатых домов, и они стали типичными бревенчатыми домами пионеров.

## Северная Америка

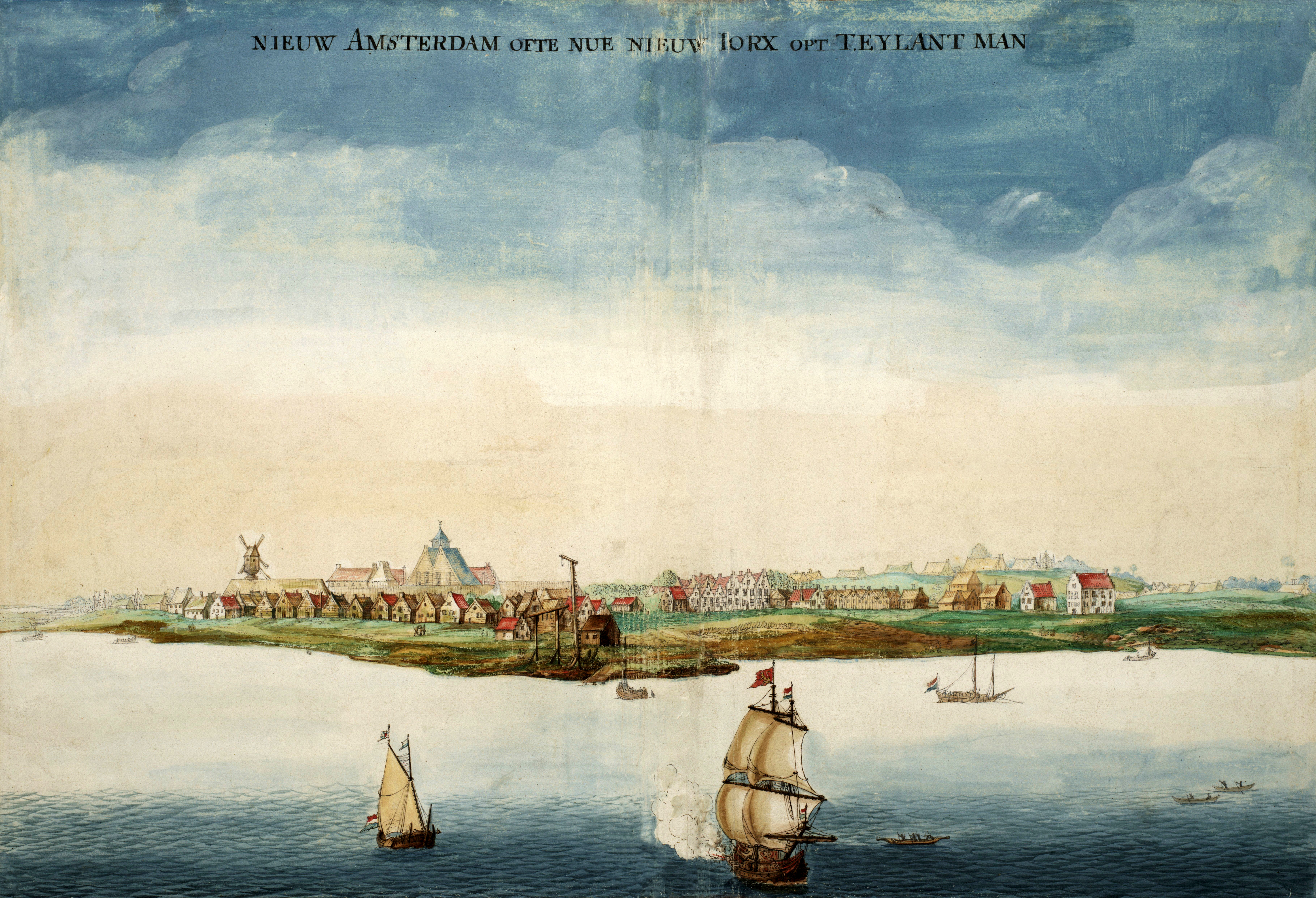
Новый Амстердам около 1650 года

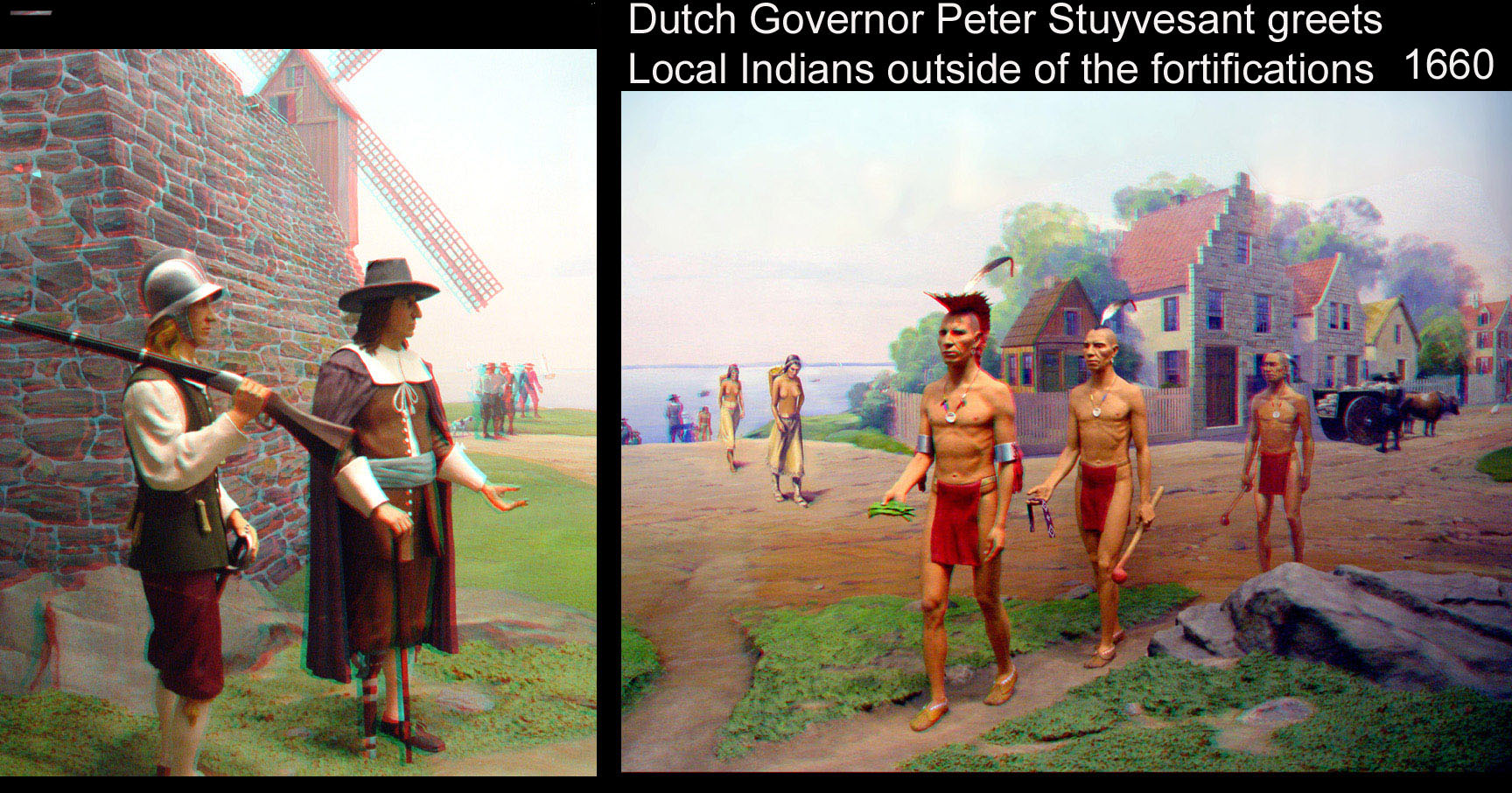
Голландский губернатор Стёйвесант приветствует индейскую делегацию, 1660 год (пластмассовая панорама).

Королевство Швеция к середине XVII века достигло вершины своего могущества в Европе и стало настоящей Балтийской империей, включив в свой состав множество территорий. Колония Новая Швеция (1638—1655 годы существования) была расположена вдоль реки Делавэр с населёнными пунктами в современных Делавэре (например, Уилмингтон), Пенсильвании (например, Филадельфия) и Нью-Джерси (например, Новый Стокгольм (сейчас Бриджпорт) и Сведесборо). Уимингтон в то время был фортом и носил название в честь шведской королевы Кристины. Современный город Бриджпорт был основан шведами под названием Новый Стокгольм.
Колония была завоёвана голландцами, которые начали исследование этих территорий ранее шведов и воспринимали присутствие шведских колонистов в Северной Америке как угрозу своим интересам в колонии Новая Голландия. В мае 1654 года губернатор Новой Швеции Йохан Рост со своими солдатами оккупировал один из голландских фортов, Казимир. Ответ голландцев не заставил себя ждать: Питер Стёйвесант, последний губернатор Новых Нидерландов, в конце лета 1655 года с сотнями вооружённых голландцев переправился через реку Делавэр и взял Казимир обратно, а также взял шведские форты Кристины и Троицы. Губернатор колонии Новая Швеция согласился передать Стёйвесанту все права на неё, и на этом 17-летняя история колонии окончилась. Тем не менее, условия для жизни у шведских и финских поселенцев были хорошими: голландцы позволили им сохранить собственное вооружённое ополчение, собственную церковь, суд в земельных вопросах и даже определённую политическую автономию.
Такое положение дел сохранялось до 1664 года, пока Новые Нидерланды не были захвачены Англией, и в 1682 году эта территория была включена Уильямом Пенном в состав колонии Пенсильвания. До этого времени число шведских поселенцев даже увеличивалось, и в 1669 году они основали новое поселение около современной Филадельфии.

## Карибское море
Остров Сен-Бартельми (1787—1878 годы шведского правления) был куплен Швецией у Франции и затем продан ей же. Действовал как порто-франко (свободный порт). Была создана Шведская Вест-Индская компания (занимавшаяся в том числе ввозом рабов), прекратившая, впрочем, своё существование в 1805 году. Рабство на острове было отменено в 1846 году. В период шведского правления на остров прибывали иммигранты из стран Северной Европы, а также Бретани. Административный центр Густавия, получивший своё название по имени шведского короля, сохраняет своё название и поныне.
Гваделупа в 1813—1814 годах была оккупирована шведами в ходе Наполеоновских войн, но потом возвращена Франции.

## Другие поселения
Шведские иммигранты продолжали прибывать в Америку, чтобы поселяться в других странах и колониях. Середина XIX-начало XX веков — период большой шведской иммиграции в США. Около 1,3 млн шведов переехало в Америку за это время, а сейчас[когда?] шведов в США насчитывается 3 998 310 чел.
Благодаря дону Педру II, императору Бразилии, который поощрял иммиграцию, большое количество шведов въехало в Бразилию, осев в основном в городах Жоинвили и Ижуи. В конце XIX века провинция Мисьонес в Аргентине стала крупным центром шведской иммиграции, где заложились основы формирования шведских аргентинцев как национальной общности.